# José Recio
José Recio Ariza (Fernán-Núñez, 24 de janeiro de 1957) foi um ciclista profissional espanhol, que fez quase toda a sua carreira na equipa Kelme. José Recio formava um duo curioso com a outra estrela da equipa, Vicente Belda, já que enquanto Vicente era baixo, Recio era um dos ciclistas mais altos da equipa. 
Na sua carreira de profissional logrou mais de quarenta vitórias, entre etapas e corridas de uma semana. De todas as suas vitórias a mais conhecida será eventualmente a sua fuga com Pedro Delgado na penúltima etapa da Vuelta a España de 1985, em que Recio alcançou a vitória na etapa e Pedro Delgado a sua primeira volta a Espanha, derrotando o escocês Robert Millar, tido como certo vencedor final. 
A carreira de José Recio acabou quando numa corrida menor, o Gran Premio de Albacete, descobriu-se que ele era consumidor de cocaína.

## Títulos
Lista resumida.
1983
- Volta à Catalunha
- Clásica de Ordizia

1984
- Volta a Aragão

1985
- Volta a Aragón
- Semana Catalã
- Volta a Burgos
- Volta a Murcia
- 1 etapa da Vuelta a España

1990
- Volta ao Alentejo